# Promecotheca sacchari
Promecotheca sacchari is een keversoort uit de familie van de bladkevers (Chrysomelidae). De wetenschappelijke naam van de soort werd in 1957 gepubliceerd door Judson Linsley Gressitt.